# Georges Lacombe (réalisateur)
Pour les articles homonymes, voir Lacombe et Georges Lacombe.
Maurice Georges Lacombe, né le 19 août 1902 dans le 20e arrondissement de Paris et mort le 14 avril 1990 à Cannes (Alpes-Maritimes), est un réalisateur français.

## Biographie
Fils d'un gardien de la paix et d'une institutrice, Georges Lacombe a commencé sa carrière en tant qu'assistant de René Clair. Son film La nuit est mon royaume lui a valu une nomination au Lion d'Or en 1951 à la Mostra de Venise.
À partir de 1961, il se retire des plateaux de cinéma et réalise des films et des séries pour la télévision.

## Filmographie
Réalisateur
- 1928 : La Zone (court métrage)
- 1931 : Boule de gomme (moyen métrage)
- 1932 : Un coup de téléphone
- 1932 : Ce cochon de Morin
- 1933 : La Femme invisible
- 1933 : Un jour d'été (court métrage)
- 1934 : Jeunesse
- 1935 : Les Époux scandaleux (Épousez ma femme)
- 1935 : La Route heureuse
- 1936 : Le cœur dispose
- 1938 : Café de Paris
- 1939 : Derrière la façade
- 1939 : Les Musiciens du ciel
- 1940 : Elles étaient douze femmes
- 1941 : Le Dernier des six
- 1941 : Montmartre-sur-Seine
- 1942 : Le journal tombe à cinq heures
- 1942 : Monsieur La Souris
- 1943 : L'Escalier sans fin
- 1944 : Florence est folle
- 1946 : Le Pays sans étoiles
- 1946 : Martin Roumagnac
- 1947 : Les Condamnés
- 1948 : Prélude à la gloire
- 1951 : La nuit est mon royaume
- 1952 : Les Sept Péchés capitaux, segment Le Huitième péché
- 1952 : L'Appel du destin
- 1953 : Leur dernière nuit
- 1955 : La Lumière d'en face
- 1957 : Cargaison blanche
- 1957 : Mon coquin de père
- 1962 : L'inspecteur Leclerc enquête, épisode Affaire de famille (série télé)
- 1964 : Message pour Margaret, téléfilm d'après la pièce de théâtre Message For Margaret de James Parish
- 1970 : Pierre de Ronsard gentilhomme vendomois, téléfilm
- 1975 : Un souper chez Lauzun, téléfilm

Assistant-réalisateur
- 1924 : Entr'acte de René Clair
- 1925 : Le Fantôme du Moulin-Rouge de René Clair
- 1927 : La Proie du vent de René Clair
- 1928 : Un chapeau de paille d'Italie de René Clair
- 1928 : Maldone de Jean Grémillon
- 1928 : La Tour (court métrage) de René Clair
- 1929 : Les Deux Timides de René Clair
- 1930 : Sous les toits de Paris de René Clair